# Polynemus hornadayi
Polynemus hornadayi is een straalvinnige vissensoort uit de familie van draadvinnigen (Polynemidae). De wetenschappelijke naam van de soort is voor het eerst geldig gepubliceerd in 1936 door Myers.